# أنجل ألفريدو فيرا
أنجل ألفريدو فيرا (بالإسبانية: Angel Alfredo Vera) (18 أغسطس 1972 بالأرجنتين - ) هو لاعب كرة قدم أرجنتيني في مركز الدفاع.

## وصلات خارجية
- أنجل ألفريدو فيرا على موقع قاعدة بيانات كرة القدم.إي يو (الإنجليزية)